# مجسام
المِجسام أو المِشبَاح أو المنظار المُجَسِّم أو ستيريوسكوب هو جهاز لعرض زوج مجسم (ثلاثي الأبعاد) من صور منفصلة، يصور مناظر بالعين اليسرى والعين اليمنى لنفس المشهد، صورة واحدة ثلاثية الأبعاد.
يزود المجسم النموذجي كل عين بعدسة تجعل الصورة التي تُرى من خلالها تبدو أكبر وأكثر بُعدًا وعادةً ما تقوم أيضًا بتحويل موقعها الأفقي الظاهري، حيث أن شخص لديه إدراك عمق منظار مزودج عادي تندمج حواف الصورتين على ما يبدو في «نافذة ستريو» واحدة. في الممارسة الحالية، يتم إعداد الصور بحيث يظهر المنظر خارج هذه النافذة الافتراضية، من خلالها يسمح أحيانًا للأشياء أن تبرز، لكن هذا لم يكن العادة دائمًا. عادةً يتم توفير حاجز أو ميزة أخرى لتقييد الرؤية لمنع تشتيت كل عين من خلال رؤية الصورة المخصصة أو المقصودة للعين الأخرى أيضًا.
معظم الناس يستطيعوا، مع الممارسة وبعض الجهد، مشاهدة أزواج الصور المجسمة ثلاثية الأبعاد دون مساعدة مجسم، لكن إشارات العمق الفسيولوجية الناتجة من المزيج غير الطبيعي لتقارب/ تلاقي العين والتركيز المطلوب ستكون مختلفة عن تلك التي يتم تجربتها عند مشاهدة المشهد في الواقع، مما يجعل محاكاة دقيقة لتجربة المشاهدة الطبيعية أمرًا مستحيلًا ويميل إلى التسبب في إجهاد العين والتعب.
على الرغم من أن الأجهزة الحديثة مثل عارض الشرائح ثلاثية الأبعاد  Realist-format  و View-Master هي أيضًا أجهزة منظار، الكلمة الآن ترتبط بشكل شائع بالمشاهدين المصممين للبطاقات ذات التنسيق القياسي  View-Master  التي تمتعت بعدة موجات من الشعبية من  1850s to the 1930s كوسيلة تسلية منزلي.
لا يتم تصنيف الأجهزة  كمنظار مجسم (ستيريوسكوب) مثل الاستقطاب والنقوش ضئيل البروز ونظارات المغــلاق التي تُستخدم لعرض صورتين متراكبتين أو متداخلتين (مختلطتين)، بدلاً من صورتين منفصلتين ماديًا.

## تاريخ

### منظار مجسم ويتستون
أقدم المناظير المجسمة، «سواء مع المرايا العاكسة ومع مناشير الانكسار»، اخترعها السير تشارلز ويتستون وأنشأت له من قبل أخصائي البصريات ر. موراي في عام 1832. هربرت مايو وصف باختصار اكتشاف ويتستون في كتابه الخطوط العريضة لعلم وظائف الأعضاء البشرية (1833) وادعى أن ويتستون كان على وشك نشر مقال حول هذا الموضوع.  [2] كان واحدا فقط من العديد من المشاريع في ويتستون وقدم لأول مرة النتائج التي توصل إليها في 21 يونيو 1838 إلى الكلية الملكية في لندن. في هذا العرض استخدم زوجا من المرايا في زوايا 45 درجة لعيني المستخدم، كل منها يعكس صورة تقع قبالة إلى الجانب (الجانب البعيد). وأظهر أهمية إدراك عمق المنظار من خلال إظهار أنه عندما يتم تقديم صورتين تحاكيان مناظر العين اليسرى والعين اليمنى لنفس الجسم بحيث ترى كل عين فقط الصورة المصممة لها، ولكن على ما يبدو في نفس الموقع، فإن الدماغ سيصهر/ يدمج الاثنين ويقبلهما كمنظر لكائن ثلاثي الأبعاد صلب واحد. تم تقديم مجسمة ويتستون في العام الذي سبق أن أصبحت أول عمليات التصوير العملي متاحة، لذلك أُستخدمت الرسومات في البداية. نوع المرآة من منظار مجسم  لديه ميزة أن الصورتين يمكن أن تكون كبيرة جدا إذا رغبت في ذلك.

### منظار مجسم  بروستر
على عكس التأكيد الشائع، لم يخترع ديفيد بروستر المنظارمجسم، حيث هو نفسه كان في كثير من الأحيان في تعب لتوضيح. [6] منافس ويتستون، بروستر نسب اختراع الجهاز إلى السيد. إليوت، «مدرس الرياضيات» من أدنبره، الذي، وفقا لبروستر، تصور الفكرة في وقت مبكر من عام 1823، وفي عام 1839، انشأ  «مجسمة بسيطة بدون عدسات أو مرايا»،  تتكون من صندوق خشبي طوله 18 بوصة (46 سم)، وعرضه 7 بوصات (18 سم) وارتفاعه 4 بوصات (10 سم)، الذي كان يستخدم لعرض شفافية المناظر الطبيعية المرسومة، لأن التصوير الفوتوغرافي لم تصبح على نطاق واسع. وكان إسهام بروستر الشخصية اقتراح لاستخدام العدسات لتوحيد الصور المختلفة في عام 1849؛ وبناء على ذلك يمكن القول إلى حد ما أن مجسم العدسة (القائم على العدسة) هو اختراعه. سمح هذا تخفيض في حجم، إنشاء أجهزة محمولة باليد، التي أصبحت تُعرف باسم بروستر المجسمة، نالت إعجاب الملكة فيكتوريا كثيرًا عندما تم عرضها في المعرض الكبير لعام 1851.
لم يتمكن بروستر من العثور في بريطانيا على صانع أدوات قادر على العمل مع تصميمه، لذلك أخذه إلى فرنسا،  حيث تم تحسين المجسمة من قبل جول دوبوسك الذي صنع مجسمات ونماذج داغيريوتيب مجسمة، وصورة شهيرة للملكة فيكتوريا تم عرضها في المعرض الكبير. بين عشية وضحاها تقريبا صناعة   3D  المتقدمة وتم إنتاج 250,000 مجسمة وبيع عدد كبير من  stereoviews، وبطاقات ستيريو، وأزواج ستيريو أو stereographs في وقت قصير. تم إرسال مصممي المجسمات في جميع أنحاء العالم لالتقاط مناظر للوسط الجديد وتغذية الطلب على الصور ثلاثية الأبعاد. تمت طباعة البطاقات مع هذه المشاهدات غالبا مع نص توضيحي عندما تم النظر إلى البطاقات من خلال المشاهد ذو العدستين، وتسمى أحيانا أيضا stereopticon ، وهي تسمية خاطئة شائعة.

## منظار مجسم هولمز
في عام 1861 أنشأ أوليفر ويندل هولمز ولم يقم عمدا بتسجيل براءة اختراع لمشاهد محمول ومبسط وأكثر اقتصادا مما كان متاحا من قبل. يتكون المجسم، الذي يعود تاريخه إلى خمسينات القرن التاسع عشر، من عدستين المنشوريتين وموقف خشبي لعقد بطاقة ستيريو. ظل هذا النوع من المجسمات قيد الإنتاج لمدة قرن من الزمان، ولا تزال هناك شركات تصنعه في إنتاج محدود حاليا.

## الاستخدام الحديث
في منتصف القرن العشرين كان مجسم View-Master (الحاصل على براءة اختراع عام 1939)، مع أقراص الورق المقوى الدوارة التي تحتوي على أزواج الصور، شائعا أولا ل «السياحة الافتراضية» ثم كل لعبة. في عام 2010، بدأت Hasbro في إنتاج مجسم مصممة لحمل iPhone أو iPod Touch ، يسمى My3D. في عام 2014، أصدرت Google نموذجًا لمجسم من الورق المقوى يسمى Google Cardboard. تطبيقات على الهاتف المحمول بديلا عن بطاقات ستيريو؛ يمكن لهذه التطبيقات أيضًا الشعور بالدوران وتوسيع قدرة المجسم إلى قدرة جهاز واقع افتراضي كامل. التكنولوجيا الأساسية هي على خلاف ذلك دون تغيير من المجسمات في وقت سابق.
العديد من مصوري الفنون الجميلة وفناني الجرافيك لديهم ولا يزالون ينتجون أعمالا فنية أصلية ليتم عرضها باستخدام المجسمات/ المنظار.

## مبادئ
يتم تحديد مجسم بسيط في حجم الصورة التي يمكن استخدامها. يستخدم المجسم الأكثر تعقيدا زوجا من الأجهزة الأفقية الشبيهة بالمنظار، مما يسمح باستخدام صور أكبر يمكنها تقديم معلومات أكثر تفصيلا في مجال رؤية أوسع. المجسم هو في الأساس أداة يتم فيها تقديم صورتين لنفس الجسم، مأخوذة من زوايا مختلفة قليلا، في وقت واحد، واحدة لكل عين. هذا يعيد إنشاء الطريقة التي في الرؤية الطبيعية، كل عين ترى الكائن من زاوية مختلفة قليلا، حيث يتم فصلها بعدة بوصات، وهو ما يعطي البشر إدراك العمق الطبيعي. تركز كل صورة من قبل عدسة منفصلة، ومن خلال إظهار كل عين صورة التقطت عدة بوصات بعيدا عن بعضها البعض وركزت على نفس النقطة، فإنه يعيد إنشاء التأثير الطبيعي لرؤية الأشياء في ثلاثة أبعاد.
امتداد صورة متحركة من مجسم لديه أسطوانة كبيرة محمولة عموديا تحتوي على عجلة مثبت عليها سلسلة من البطاقات المجسمة التي تشكل صورة متحركة. يتم تقييد البطاقات من قبل بوابة وعندما تتوفر قوة كافية لثني البطاقة فإنه ينزلق عبر البوابة وإلى العرض، مما يحجب الصورة السابقة. تم العثور على هذه الأجهزة التي تعمل بالعملة المعدنية في الأروقة في أواخر القرن التاسع عشر وأوائل القرن العشرين وتم تشغيلها من قبل المشاهد باستخدام كرنك اليد. لا يزال من الممكن رؤية هذه الأجهزة وتشغيلها في بعض المتاحف المتخصصة في معدات الممرات.
يوفر المجسم مزايا عديد:
- باستخدام عدسات الانحناء الإيجابي (المكبرة)، باستخدام عدسات الانحناء الموجب (المكبرة)، يتم تغيير نقطة التركيز للصورة من مسافة قصيرة (حوالي 30 إلى 40 سم) إلى مسافة افتراضية عند اللانهاية. وهذا يسمح لتركيز العينين أن يكون متسقا مع خطوط الرؤية المتوازية، مما يقلل بشكل كبير من إجهاد العين.

- يتم تكبير صورة البطاقة، مما يوفر مجالا أوسع للعرض والقدرة على فحص تفاصيل الصورة.

- يوفر المشاهد قسما بين الصور، مما يؤدي إلى تجنب احتمال تشتيت انتباه المستخدم.

عارض شفافية الاستريو هو نوع من المجسمات التي تقدم مزايا مماثلة، على سبيل المثال View-Master.
عيوب بطاقات ستيريو، الشرائح أو أي نسخة مطبوعة أخرى أو طباعة هي أن الصورتين من المرجح أن تتلقى لبلى وخدوش مختلفة، وغيرها من الاضمحلال. يؤدي هذا إلى قطع استريو عند عرض الصور. تتنافس هذه القطع الأثرية في العقل مما يؤدي إلى تشتيت انتباه تأثير ثلاثي الأبعاد،  إجهاد العين والصداع.